# Mesopeplum fenestratum
Mesopeplum fenestratum is een tweekleppigensoort uit de familie van de Pectinidae. De wetenschappelijke naam van de soort is voor het eerst geldig gepubliceerd in 1901 door Hedley.